# Championnats d'Océanie de cyclisme sur piste 2013
Navigation
Championnats d'Océanie 2012 Championnats d'Océanie 2014
Les Championnats d'Océanie de cyclisme sur piste 2013 (officiellement 2014 Oceania Track Championships) se déroulent du 19 au 22 novembre 2013 au Invercargill ILT Velodrome (en), à Invercargill en Nouvelle-Zélande.

## Résultats des championnats élites

### Épreuves masculines
| Épreuves               | Or                                                                 | Argent                                                                  | Bronze                                                |
| ---------------------- | ------------------------------------------------------------------ | ----------------------------------------------------------------------- | ----------------------------------------------------- |
| Kilomètre              | Simon van Velthooven (NZL)                                         | Scott Sunderland (AUS)                                                  | Luke Davison (AUS)                                    |
| Keirin                 | Matthew Glaetzer (AUS)                                             | Edward Dawkins (NZL)                                                    | Matthew Archibald (NZL)                               |
| Vitesse individuelle   | Matthew Glaetzer (AUS)                                             | Edward Dawkins (NZL)                                                    | Matthew Archibald (NZL)                               |
| Vitesse par équipes    | Nouvelle-Zélande Matthew Archibald Edward Dawkins Sam Webster      | Australie 1 Daniel Ellis Matthew Glaetzer Shane Perkins                 | Australie 2 Mitchell Bullen Nathan Hart Andrew Taylor |
| Poursuite individuelle | Marc Ryan (NZL)                                                    | Miles Scotson (AUS)                                                     | Tirian McManus (AUS)                                  |
| Poursuite par équipes  | Nouvelle-Zélande Pieter Bulling Aaron Gate Dylan Kennett Marc Ryan | Australie Joshua Harrison Tirian McManus Miles Scotson Scott Sunderland |                                                       |
| Course aux points      | Thomas Scully (NZL)                                                | Miles Scotson (AUS)                                                     | Pieter Bulling (NZL)                                  |
| Course scratch         | Dylan Kennett (NZL)                                                | Shane Archbold (NZL)                                                    | Thomas Scully (NZL)                                   |
| Course à l'américaine  | Australie Joshua Harrison Miles Scotson                            | Nouvelle-Zélande 1 Shane Archbold Pieter Bulling                        | Nouvelle-Zélande 2 Aaron Gate Marc Ryan               |
| Omnium                 | Luke Davison (AUS)                                                 | Aaron Gate (NZL)                                                        | Dylan Kennett (NZL)                                   |

### Épreuves féminines
| Épreuves               | Or                                                                              | Argent                                                                    | Bronze                                                                            |
| ---------------------- | ------------------------------------------------------------------------------- | ------------------------------------------------------------------------- | --------------------------------------------------------------------------------- |
| 500 mètres             | Anna Meares (AUS)                                                               | Katie Schofield (NZL)                                                     | Catherine Culvenor (AUS)                                                          |
| Keirin                 | Anna Meares (AUS)                                                               | Taylah Jennings (AUS)                                                     | Stephanie Morton (AUS)                                                            |
| Vitesse individuelle   | Anna Meares (AUS)                                                               | Stephanie Morton (AUS)                                                    | Kaarle McCulloch (AUS)                                                            |
| Vitesse par équipes    | Australie 1 Kaarle McCulloch Stephanie Morton                                   | Nouvelle-Zélande Stephanie Mckenzie Katie Schofield                       | Australie 2 Catherine Culvenor Taylah Jennings                                    |
| Poursuite individuelle | Lauren Ellis (NZL)                                                              | Jaime Nielsen (NZL)                                                       | Georgia Williams (NZL)                                                            |
| Poursuite par équipes  | Nouvelle-Zélande 1 Rushlee Buchanan Lauren Ellis Jaime Nielsen Georgia Williams | Australie Georgia Baker Annette Edmondson Kelsey Robson Elissa Wundersitz | Nouvelle-Zélande 2 Sequoia Cooper Laura Fairweather Gabrielle Vermunt Kylie Young |
| Course aux points      | Annette Edmondson (AUS)                                                         | Sophie Williamson (AUS)                                                   | Lauren Ellis (NZL)                                                                |
| Course scratch         | Rushlee Buchanan (NZL)                                                          | Elissa Wundersitz (AUS)                                                   | Jaime Nielsen (NZL)                                                               |
| Omnium                 | Annette Edmondson (AUS)                                                         | Jaime Nielsen (NZL)                                                       | Lauren Ellis (NZL)                                                                |